# Орест Карплюк
Орест Карплюк (хресне ім'я Стефан; ісп. Orestes Karpluk; 13 березня 1912, с. Старий Витків, Радехівщина — 7 березня 2001, м. Обера, Аргентина) — український церковний діяч, священник Української греко-католицької церкви, василіянин, душпастир у Бразилії та в Аргентині, педагог, будівничий церков та активний учасник українського культурного життя в діаспорі.

## Життєпис

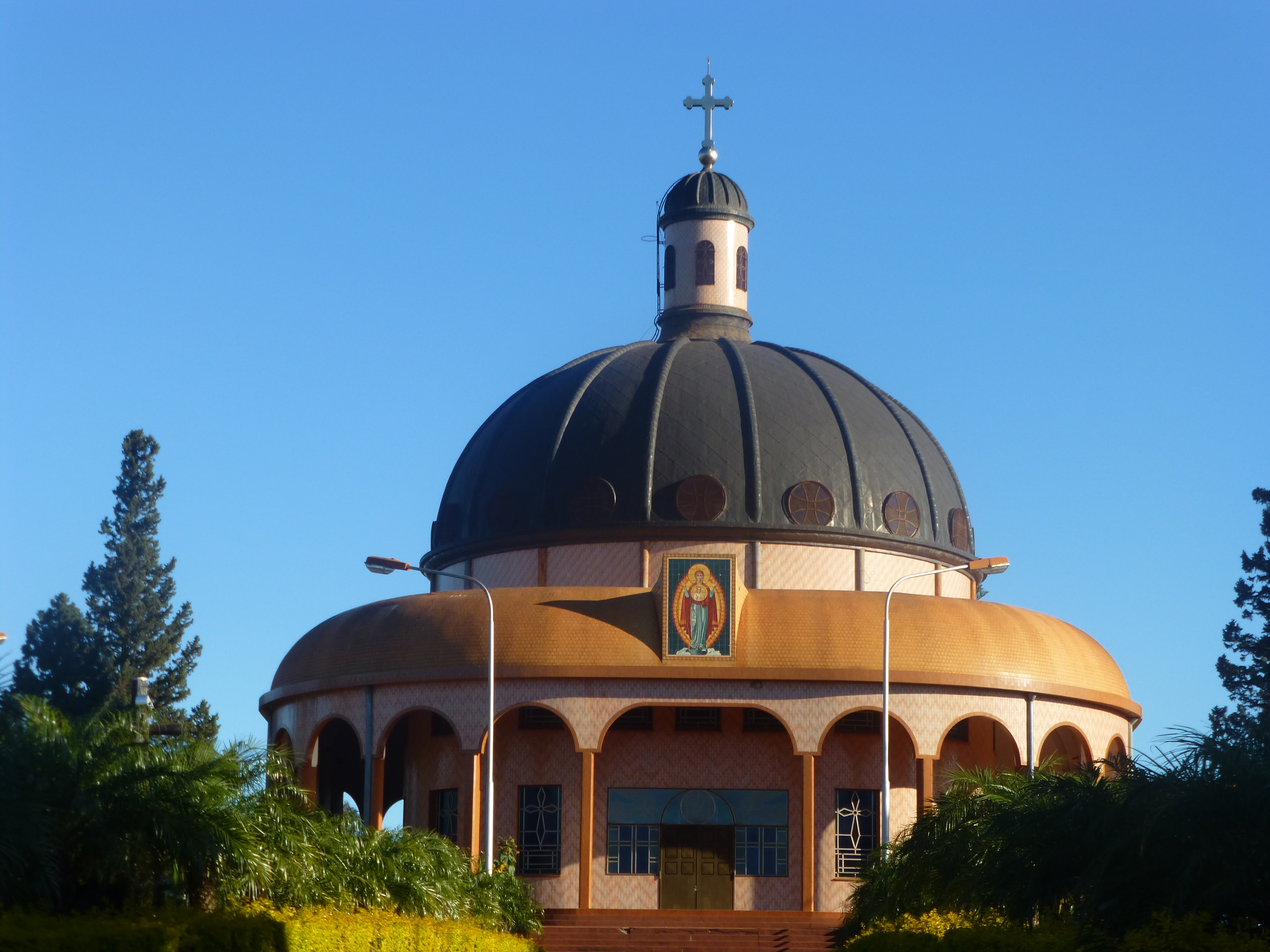
Церква Непорочного Зачаття Діви Марії в м. Обера

Стефан Карплюк народився 13 березня 1912 року в селі Старий Витків Радехівського повіту Королівства Галичини і Володимирії Австро-Угорщини (після Другої світової війни село було приєднане до с. Новий Витків).
17 вересня 1927 року вступив до Василіянського Чину на новіціят у Крехівський монастир. Перші чернечі обіти склав 5 червня 1929 року, а вічні — 9 квітня 1933 року. 21 травня 1936 року в Жовкві отримав священничі свячення з рук єпископа Йосафата Коциловського, ЧСВВ.
У 1938 році о. Орест був скерований на місійну працю до Бразилії. Тут він душпастирював переважно в сільській місцевості, де добирався до вірних на коні чи возом. У цей час активно займався будівництвом храмів у Пітандзі, Ліґасоні та інших поселеннях українських емігрантів. Під час диктатури Жетуліу Варґаса (1937—1945), коли українську мову переслідували, не припиняв проповідувати українською, часто з гумором уникаючи переслідувань.
Виконував різні адміністративні обов'язки у василіянських структурах: був прокуратором Місто-провінції у Бразилії, викладав у василіянській семінарії в Ірасемі, працював парохом у Прудентополі.
З 27 березня 1947 року працював в Апостолес (Аргентина), де розпочав масштабну розбудову василіянських осередків: збудував Малу семінарію, новіціят, перебудував монастир, звів каплицю і дім у Посадасі, каплицю в Консепсьйоні та гроту в Апостолесі (освячену 14 серпня 1948 року).
10 липня 1953 року був призначений місто-протоігуменом василіян в Аргентині. Опікувався українськими громадами, зокрема в Буенос-Айресі: підтримував зв'язки з організаціями, очолював Український культурний осередок (УКО), дбав про «Рідну школу», допомагав у праці церковних і молодіжних організацій.
Наприкінці каденції в 1956 році переїхав до Беріссо, де душпастирював до 1964 року. Від 1965 року служив знову в Апостолес, а згодом у місті Обера, де став духовним і культурним лідером громади..
В Обері придбав землю для розбудови василіянської резиденції та збудував церкву Непорочного Зачаття Діви Марії у формі ротонди — одну з найгарніших церков у провінції Місіонес. План церкви створив інженер-архітектор Богдан Кишакевич, а розпис виконав митець-дивізійник Володимир Каплун. Отець Орест також звів резиденцію, великий салон для зібрань, підтримував молодіжні ансамблі, зокрема балет та Капелу бандуристів. Опікувався катехитичною працею Сестер Катехиток Пресвятого Серця Ісусового в Аргентині та Парагваї.
Упродовж усього життя вирізнявся працьовитістю, доброзичливістю, почуттям гумору та великою посвятою. Вів скромний спосіб життя, дотримувався суворої дієти, допомагав як близьким, так і чужим.
Помер 7 березня 2011 року в м. Обера. Похований на цвинтарі в м. Апостолес поруч з іншими співбратами по чину.